# Pierre-Henri Raphanel
Pierre-Henri Raphanel (* 27. Mai 1961 in Algier) ist ein ehemaliger französischer Automobilrennfahrer.

## Erste Jahre im Motorsport
Pierre-Henri Raphanels erster großer Erfolg war der Gesamtsieg in der französischen Formel-3-Meisterschaft 1985. Im Jahr davor noch Dritter, konnte er sich 1985 in dieser hart umkämpften Nachwuchsserie gegen seinen ORECA-Teamkollegen Yannick Dalmas knapp durchsetzen. Wie Dalmas wechselte Raphanel mit ORECA 1986 in die Internationale Formel-3000-Meisterschaft. Raphanel durchlief zwei schwierige Saisons, die von technischen Defekten und Unfällen geprägt waren.

## Formel 1
Unverhofft kam am Ende der Saison 1988 für Raphanel die Chance, am einen Formel-1-Weltmeisterschaftslauf teilzunehmen. Er ersetzte kurzfristig den an der Legionärskrankheit erkrankten Dalmas im Team von Larrousse beim Großen Preis von Australien in Adelaide. Ohne Testfahrten und durch einen Getriebeschaden behindert, konnte er den Lola LC88-Cosworth nicht für das Rennen qualifizieren.
1989 fuhr Raphanel im Team von Coloni erneut in der Formel 1. Im beständig unterfinanzierten Team konnte er den Coloni FC188B-Cosworth nur einmal zu einem Rennen qualifizieren. Der Große Preis von Monaco blieb sein einziger Grand Prix. Vom 18. Startplatz ins Rennen gehend, stoppte ihn ein Getriebeschaden nach der Hälfte des Rennens. Ein Wechsel zu Rial nach dem Großen Preis von Ungarn brachte auch nicht den gewünschten Erfolg. Bei sechs Versuchen kam Raphanel nie über die Qualifikation hinaus. Damit endeten auch seine Formel-1-Ambitionen.

## Sportwagen

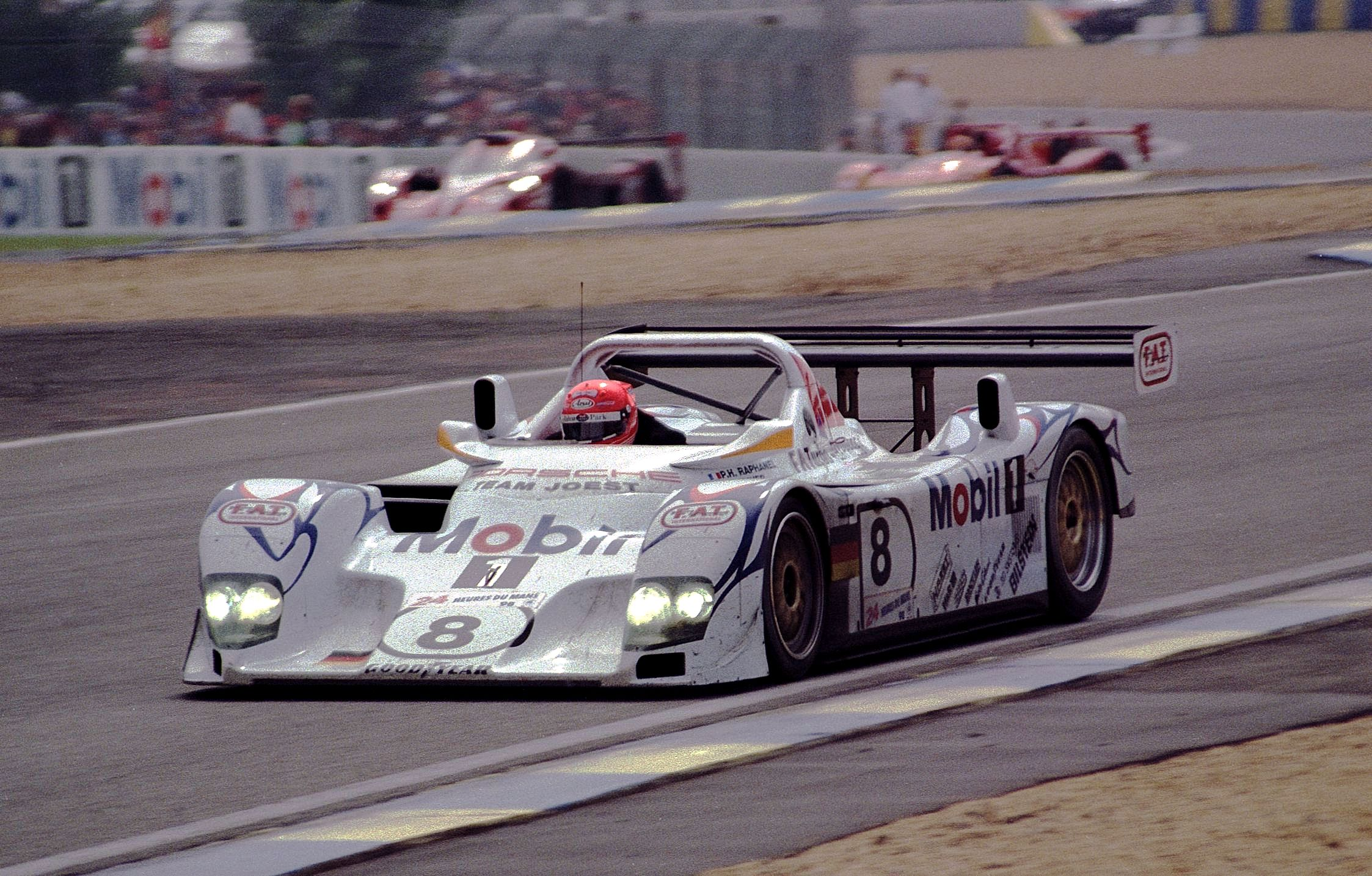
Im Porsche LMP1 beim 24-Stunden-Rennen von Le Mans 1998

Weit erfolgreicher gestaltete sich die Karriere bei den Sportwagen, in deren diverse Rennserien er mit Beginn der Saison 1990 wechselte. Schon 1986 war er zum ersten Mal bei den 24 Stunden von Le Mans am Start. Bis ins Jahr 2000 startete er 14-mal in Le Mans. Dreimal stand er dort auf dem Podium. 1987, noch vor seinen Aktivitäten in der Formel 1, schaffte er mit einem Cougar C20 mit Porsche-Motor Rang drei. Seine Teamkollegen waren Teamchef und Freund Yves Courage und Hervé Regout. Ab 1990 war Raphanel als Test- und Einsatzfahrer intensiv in das Engagement von Toyota in der Gruppe C eingebunden. Er fuhr in der japanischen Gruppe-C-Meisterschaft und verhalf dem Team zu einem zweiten Gesamtrang in Le Mans 1992. Geschlagen wurde die Mannschaft, der neben Raphanel auch Kenny Acheson und Masanori Sekiya angehörten, nur von der Werksmannschaft von Peugeot. 1997 errang Raphanel in Le Mans noch einmal einen Platz auf dem Podium. Diesmal mit einem McLaren F1, mit Jean-Marc Gounon und Anders Olofsson als Partnern, reichte es erneut für den zweiten Gesamtrang. Raphanel fuhr in diesen Jahren regelmäßig in der Gruppe C und ab 2000 in der FIA-GT-Meisterschaft, unterbrochen nur von einem Jahr (1999) in der japanischen GT-Meisterschaft, wo er einen Toyota Supra fuhr.

## Nach der aktiven Laufbahn
Nach dem Ende seiner aktiven Karriere wurde Raphanel Werks- und Testfahrer für Bugatti. Dabei stellt er mit 431,072 km/h in einem Bugatti Veyron einen Geschwindigkeitsweltrekord für Straßenfahrzeuge auf.

## Statistik

### Statistik in der Formel-1-Weltmeisterschaft

#### Gesamtübersicht
| Saison | Team              | Chassis       | Motor                    | Rennen | Siege | Zweiter | Dritter | Poles | schn. Rennrunden | Punkte | WM-Pos. |
| ------ | ----------------- | ------------- | ------------------------ | ------ | ----- | ------- | ------- | ----- | ---------------- | ------ | ------- |
| 1988   | Larrousse Calmels | Lola LC88     | Ford Cosworth DFZ 3.5 V8 | –      | –     | –       | –       | –     | –                | –      | –       |
| 1989   | Coloni SpA        | Coloni FC188B | Ford Cosworth DFZ 3.5 V8 | 1      | –     | –       | –       | –     | –                | –      | –       |
| 1989   | Coloni SpA        | Coloni C3     | Ford Cosworth DFZ 3.5 V8 | –      | –     | –       | –       | –     | –                | –      | –       |
| 1989   | Rial Racing       | Rial ARC2     | Ford Cosworth DFZ 3.5 V8 | –      | –     | –       | –       | –     | –                | –      | –       |
| Gesamt | Gesamt            | Gesamt        | Gesamt                   | 1      | −     | –       | –       | −     | –                | –      |         |

#### Einzelergebnisse
| Saison | 1    | 2   | 3    | 4    | 5    | 6    | 7    | 8    | 9    | 10  | 11  | 12  | 13  | 14  | 15  | 16 |
| ------ | ---- | --- | ---- | ---- | ---- | ---- | ---- | ---- | ---- | --- | --- | --- | --- | --- | --- | -- |
| 1988   |      |     |      |      |      |      |      |      |      |     |     |     |     |     |     |    |
|        |      |     |      |      |      |      |      |      |      |     |     |     |     |     | DNQ |    |
| 1989   |      |     |      |      |      |      |      |      |      |     |     |     |     |     |     |    |
| DNPQ   | DNPQ | DNF | DNPQ | DNPQ | DNPQ | DNPQ | DNPQ | DNPQ | DNPQ | DNQ | DNQ | DNQ | DNQ | DNQ | DNQ |    |

| Legende  | Legende            | Legende                                                          |
| Farbe    | Abkürzung          | Bedeutung                                                        |
| -------- | ------------------ | ---------------------------------------------------------------- |
| Gold     | –                  | Sieg                                                             |
| Silber   | –                  | 2. Platz                                                         |
| Bronze   | –                  | 3. Platz                                                         |
| Grün     | –                  | Platzierung in den Punkten                                       |
| Blau     | –                  | Klassifiziert außerhalb der Punkteränge                          |
| Violett  | DNF                | Rennen nicht beendet (did not finish)                            |
| Violett  | NC                 | nicht klassifiziert (not classified)                             |
| Rot      | DNQ                | nicht qualifiziert (did not qualify)                             |
| Rot      | DNPQ               | in Vorqualifikation gescheitert (did not pre-qualify)            |
| Schwarz  | DSQ                | disqualifiziert (disqualified)                                   |
| Weiß     | DNS                | nicht am Start (did not start)                                   |
| Weiß     | WD                 | zurückgezogen (withdrawn)                                        |
| Hellblau | PO                 | nur am Training teilgenommen (practiced only)                    |
| Hellblau | TD                 | Freitags-Testfahrer (test driver)                                |
| ohne     | DNP                | nicht am Training teilgenommen (did not practice)                |
| ohne     | INJ                | verletzt oder krank (injured)                                    |
| ohne     | EX                 | ausgeschlossen (excluded)                                        |
| ohne     | DNA                | nicht erschienen (did not arrive)                                |
| ohne     | C                  | Rennen abgesagt (cancelled)                                      |
| ohne     | keine WM-Teilnahme |                                                                  |
| sonstige | P/fett             | Pole-Position                                                    |
| sonstige | 1/2/3/4/5/6/7/8    | Punktplatzierung im Sprint-/Qualifikationsrennen                 |
| sonstige | SR/kursiv          | Schnellste Rennrunde                                             |
| sonstige | *                  | nicht im Ziel, aufgrund der zurückgelegten Distanz aber gewertet |
| sonstige | ()                 | Streichresultate                                                 |
| sonstige | unterstrichen      | Führender in der Gesamtwertung                                   |

### Le-Mans-Ergebnisse
| Jahr | Team                 | Fahrzeug               | Teamkollege         | Teamkollege        | Platzierung            | Ausfallgrund          |
| ---- | -------------------- | ---------------------- | ------------------- | ------------------ | ---------------------- | --------------------- |
| 1986 | Primagaz Team Cougar | Cougar C12             | Yves Courage        | Alain de Cadenet   | Rang 18                |                       |
| 1987 | Primagaz Compétition | Cougar C20             | Yves Courage        | Hervé Regout       | Rang 3                 |                       |
| 1988 | Primagaz Competition | Cougar C20B            | Michel Ferté        |                    | Ausfall                | Feuer beim Boxenstopp |
| 1989 | Joest Racing         | Porsche 962C           | Frank Jelinski      | Louis Krages       | Ausfall                | Leck im Wasserkühler  |
| 1990 | Toyota Team SARD     | Toyota 90C-V           | Roland Ratzenberger | Naoki Nagasaka     | Ausfall                | Motorschaden          |
| 1991 | Peugeot Talbot Sport | Peugeot 905            | Yannick Dalmas      | Keke Rosberg       | Ausfall                | Schalthydraulik       |
| 1992 | Toyota Team Tom’s    | Toyota TS010           | Masanori Sekiya     | Kenny Acheson      | Rang 2                 |                       |
| 1993 | Toyota Team Tom’s    | Toyota TS010           | Andy Wallace        | Kenny Acheson      | Ausfall                | Getriebeschaden       |
| 1994 | Courage Compètition  | Courage C32LM          | Lionel Robert       | Pascal Fabre       | Ausfall                | Motorschaden          |
| 1995 | GTC Gulf Racing      | McLaren F1 GTR         | Philippe Alliot     | Lindsay Owen-Jones | Ausfall                | Unfall                |
| 1996 | Gulf Racing          | McLaren F1 GTR         | David Brabham       | Lindsay Owen-Jones | Rang 5                 |                       |
| 1997 | Gulf Team Davidoff   | McLaren F1 GTR         | Anders Olofsson     | Jean-Marc Gounon   | Rang 2 und Klassensieg |                       |
| 1998 | Joest Racing         | Porsche LMP1-98        | James Weaver        | David Murry        | Ausfall                | Motorschaden          |
| 2000 | Panoz Motorsports    | Panoz LMP-1 Roadster S | Johnny O’Connell    | Hiroki Katō        | Rang 5                 |                       |

### Sebring-Ergebnisse
| Jahr | Team               | Fahrzeug               | Teamkollege   | Teamkollege   | Platzierung | Ausfallgrund |
| ---- | ------------------ | ---------------------- | ------------- | ------------- | ----------- | ------------ |
| 2000 | Panoz Motor Sports | Panoz LMP-1 Roadster S | Jan Magnussen | David Brabham | Ausfall     | Motorschaden |

### Einzelergebnisse in der Sportwagen-Weltmeisterschaft
| Saison | Team                 | Rennwagen    | 1   | 2   | 3   | 4   | 5   | 6   | 7   | 8   | 9   | 10  | 11  |
| ------ | -------------------- | ------------ | --- | --- | --- | --- | --- | --- | --- | --- | --- | --- | --- |
| 1986   | Courage Compétition  | Cougar C12   | MON | SIL | LEM | NÜN | BRH | JER | NÜR | SPA | FUJ |     |     |
| 1986   | Courage Compétition  | Cougar C12   | 18  |     |     |     |     |     |     |     |     |     |     |
| 1987   | Courage Compétition  | Cougar C20   | JAR | JER | MON | SIL | LEM | NÜN | BRH | NÜR | SPA | FUJ |     |
| 1987   | Courage Compétition  | Cougar C20   |     | 3   |     |     |     |     |     |     |     |     |     |
| 1988   | Courage Compétition  | Cougar C20   | JER | JAR | MON | SIL | LEM | BRÜ | BRH | NÜR | SPA | FUJ | SAN |
| 1988   | Courage Compétition  | Cougar C20   |     |     | 7   |     | DNF |     |     |     |     |     |     |
| 1990   | Team Tom’s           | Toyota 90C-V | SUZ | MON | SIL | SPA | DIJ | NÜR | DON | MOT | MEX |     |     |
| 1990   | Team Tom’s           | Toyota 90C-V | DNF |     |     |     |     |     |     |     |     |     |     |
| 1991   | Peugeot Talbot Sport | Peugeot 905  | SUZ | MON | SIL | LEM | NÜR | MAG | MEX | AUT |     |     |     |
| 1991   | Peugeot Talbot Sport | Peugeot 905  | DNF |     |     |     |     |     |     |     |     |     |     |
| 1992   | Team Tom’s           | Toyota TS010 | MON | SIL | LEM | DON | SUZ | MAG |     |     |     |     |     |
| 1992   | Team Tom’s           | Toyota TS010 | 2   |     |     |     |     |     |     |     |     |     |     |